# Напівтвердокрилі
Напівтвердокри́лі (Hemiptera) — ряд комах. У сучасній класифікації, крім власне клопів, також включає комах, що відносили раніше до ряду Рівнокрилі (Homoptera) (попелиці, щитівки, цикади тощо).

## Опис
Усі види напівтвердокрилих мають колючо-сисний ротовий апарат: клопи проколюють тканини рослин і шкіру тварин і смокчуть сік або кров. Передні крила у багатьох представників ущільнені і мають вигляд надкрил (справжні клопи, цикадки), в інших прозорі, м'які (цикади, попелиці), задні завжди м'які, перетинкові. У деяких видів крила укорочені, недорозвинені або взагалі відсутні. На грудях у частини видів (справжні клопи) розташовані залози, що виділяють речовину, яка неприємно пахне.

### Економічне значення
Багато видів напівтвердокрилих — значні шкідники сільськогосподарських культур і садів, зокрема, багато видів попелиці та інших комах, в тому числі борошнистий цитрусовий червець, зараження яким американських цитрусових культур викликало одну з найбільш ранніх програм біологічної боротьби з шкідниками, коли австралійський жук Rodolia був завезений як природний ворог.
І навпаки, деякі хижі клопи самі по собі є ворогами шкідників. Інші напівтвердокрилі мають корисне значення для людини, наприклад, у виробництві барвників кошеніль або шелаку. Три види напівтвердокрилих занесено до Червоної книги України.

## Вивчення
Наука з вивчення клопів — геміптерологія. Серед найвидатніших фахівців-геміптерологів — В. Г. Пучков, І. М. Кержнер, О. М. Кириченко та ін.